# Sclerocactus parviflorus
Sclerocactus parviflorus ist eine Pflanzenart der Gattung Sclerocactus in der Familie der Kakteengewächse (Cactaceae). Das Artepitheton parviflorus ist ungewöhnlich, da parviflorus kleine Blüten bedeutet, im Gegensatz zu den großen Blüten die produziert werden. Englische Trivialnamen sind „Blessing Devil´s-Claw Cactus“, „Devil´s-Claw Cactus“ und „Eagle-Claw Cactus“.

## Beschreibung
Der kugelförmig, eiförmig bis zylindrisch wachsende Sclerocactus parviflorus erreicht eine Wuchshöhe 8 bis 45 cm und einen Durchmesser von etwa 5 bis 15 cm.
Die trichterförmigen bis röhrenförmigen Blüten weisen eine Länge 2 cm bis 7 cm und einen Durchmesser von 4 cm  bis 8 cm auf. Die Blütenhüllblätter sind rosa bis violett, selten weiß oder gelb. Die Blühperiode beginnt Ende Mai.
Sclerocactus parviflorus ist ein Vertreter der Sektion Parviflori. Sclerocactus parviflorus ist in einem riesigen Verbreitungsgebiet in der Four Corner Region in Arizona, Utah, New Mexico und Colorado angesiedelt. Aufgrund der Variabilität, bedingt durch unterschiedliche Umweltfaktoren, kam es zu einer Vielzahl von Beschreibungen verschiedener Arten und Varietäten.

## Verbreitung
Sclerocactus parviflorus wächst in der Great-Basin-Wüste in Arizona, Utah, Colorado und in der Chihuahua-Wüste in New Mexico in unterschiedlichen Bodenarten. Er ist an steinigen Abhängen oder in lichten Nadelgehölzen in Höhenlagen zwischen 1000 und 2300 m angesiedelt. Vergesellschaftet ist diese Art oft mit Pediocactus sileri, Pediocactus bradyi, Pediocactus bradyi subsp. despainiix, Pediocactus simpsonii, Navajoa peeblesiana, Toumeya papyracantha, Escobaria missouriensis, Yucca nana, Yucca harrimaniae, Yucca angustissima, Yucca baileyi, diversen Echinocereus-Arten und Opuntia-Arten.

## Systematik
Die Erstbeschreibung durch Elzada Urseba Clover und Mary Lois Jotter unter dem Namen Sclerocactus parviflorus ist 1941 veröffentlicht worden. Ein Synonym ist Echinocactus parviflorus vom amerikanischen Botaniker Lyman David Benson 1950.
Nach Fritz Hochstätter werden folgende Unterarten unterschieden:
- Sclerocactus parviflorus subsp. parviflorus
- Sclerocactus parviflorus subsp. havasupaiensis (Clover) Hochstätter
- Sclerocactus parviflorus subsp. terrae-canyonae (K.D.Heil) K.D.Heil & J.M.Porter
- Sclerocactus parviflorus subsp. macrospermus Hochstätter
- Sclerocactus parviflorus subsp. variiflorus Hochstätter

## Gefährdung
In der Roten Liste gefährdeter Arten der IUCN wird die Art als „Least Concern (LC)“, d. h. als nicht gefährdet geführt.

## Bilder
Sclerocactus parviflorus:

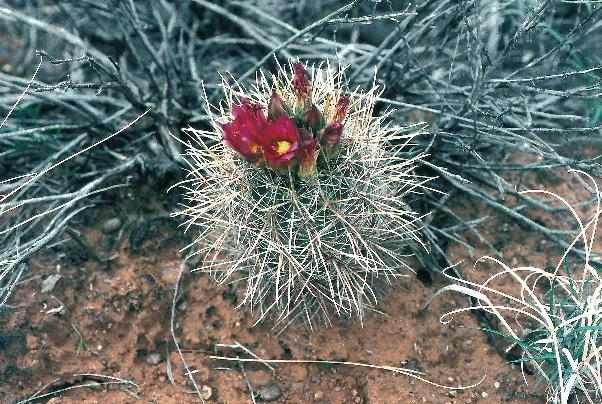
Mit heller Bedornung in Arizona.
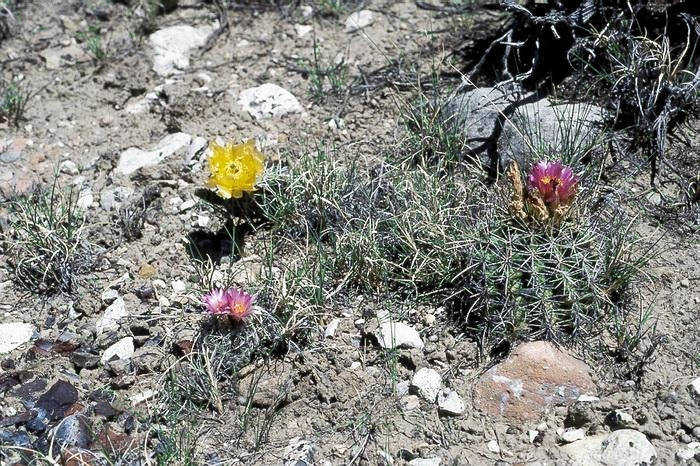
Sclerocactus parviflorus mit Escobaria vivipara und Opuntia spec. in Blüte in Utah.
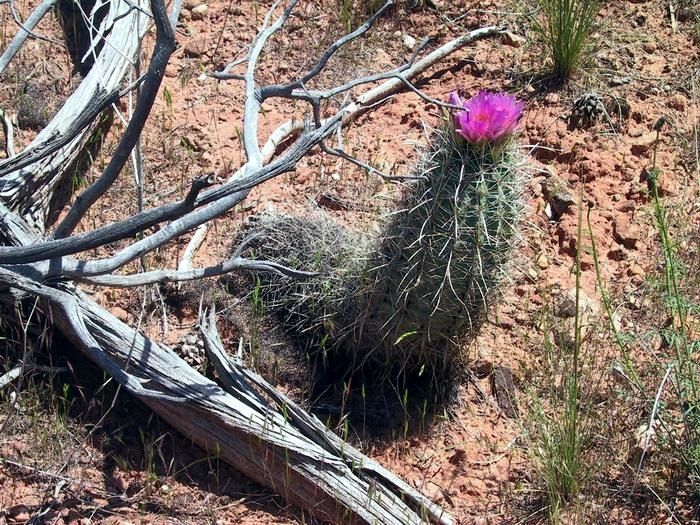
Sehr altes Exemplar mit Blüten in Arizona.
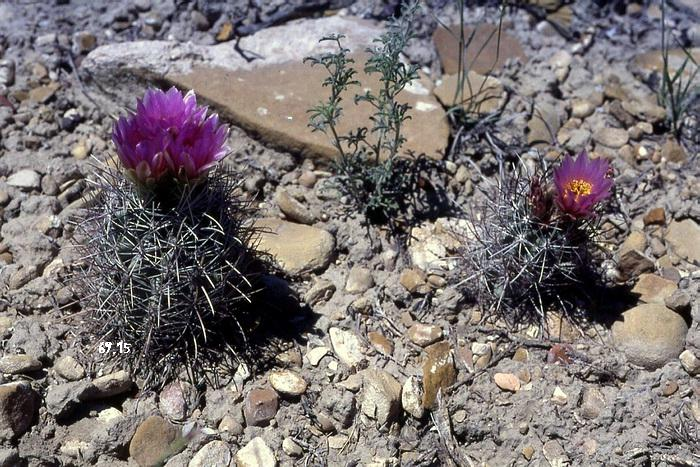
Mit violetten Blüten in Utah.